# Zeitgeist (Zeitschrift)
Die Zeitschrift Zeitgeist „für sozialen Fortschritt, freien Sozialismus, Kultur und Zeitgeschehen“, so der Untertitel, erschien von 1971 bis 1974 als anarchistische Publikation der „antiautoritären freien Sozialisten“ in Hamburg.

## Geschichte
Vorgänger von der Zeitgeist war die von Otto Reimers 1969 herausgegebene Zeitschrift neues beginnen. Sie veröffentlichte Beiträge zur Kultur und Politik von antiautoritären Sozialisten. neues beginnen erschien bis 1971 und wurde von der Zeitgeist (Hamburg, 1971) weitergeführt.
Der Zeitgeist, ebenfalls von O. Reimers in Laufenberg und Hamburg herausgegeben, setzte mit der Ausgabe Nr. 12 von neues beginnen die fortlaufende Zählung weiter.
In unregelmäßigen Abständen erschienen unterschied sich der Zeitgeist inhaltlich und weltanschaulich nicht von der Vorgängerzeitschrift und später von Akratie. „Grundlage des Anarchismus ist die Toleranz“ hieß es in der Nr. 22 von der Zeitgeist. Der Herausgeber setzte ein Umdenken der Gesellschaft voraus als Basis für die Neugestaltung einer freien Gesellschaft. Es erschienen zwei Sonderhefte 1974 und 1978 (bereits bei der Nachfolgezeitschrift Akratie). Veröffentlicht wurden Beiträge unter anderem von Miguel Garcia, Heiner Koechlin, Margareth Reimers, Barbara Poska, Günter Bartsch, Robert Lux, Rudolf Rocker, Kurt Zube, Ina Seidel, Willi Paul, Augustin Souchy, Carl Bremer. Mit der Ausgabe Nr. 30/31 wurde von Reimers die Zeitschrift eingestellt und von Heiner Koechlin unter dem Titel Akratie weitergeführt.

### Gleichnamige anarchistische Zeitschriften
- Von 1873 bis 1878 erschienen mit 249 Ausgaben in München. Der Untertitel lautete: „Organ für das arbeitende Volk“, herausgegeben von A. Kiefer und R.M.B. Geiser. Der Zeitgeist war eine sozialdemokratische Publikation mit föderalistischen, anarchistischen Tendenzen. Mit Veröffentlichungen von unter anderem Bruno Geiser.[2]
- In New York erschien von Pierre Ramus das revolutionäre, anarchistische Monatsblatt Der Zeitgeist mit 3 Ausgaben (1901). Als Beilage wurde das humoristische Blatt Der Tramp hinzugefügt. Herausgegeben von Georg Biedenkapp mit zwei Ausgaben.[3]
- Mit wahrscheinlich einer Ausgabe 1931 in Hannover herausgegeben unter der redaktionellen Leitung von Fritz Pirsig trat Der Zeitgeist für Meinungsfreiheit ein und für eine Neugestaltung der Wirtschaft im Sinne des Anarchismus. Die Zeitschrift wendete sich gegen Marxistische Dialektik.
- Der Zeitgeist in Iserlohn 1960 vom „Bund freier Sozialisten und Anarchisten“ als Flugschrift erschienen.[4]

## Bibliotheken, Archive
- Der Zeitgeist (Sonderheft, 1978) in der Bibliothek der Freien.
- Pierre Ramus Papers. Unter „Dokumente von Dritten“. Im Archiv IISG (Amsterdam).
- In der Deutschen Nationalbibliothek:
  - Der Zeitgeist  1971 bis 1974, DNB 010140077
    - neues beginnen (Hamburg), DNB 010140050
      - Zeitgeist: Zeitschrift für sozialen Fortschritt, freien Sozialismus, Kultur und Zeitgeschehen. Nr. 13, 3. Jahrgang, 1971 ff., DNB 540157880